# コンコルダンス

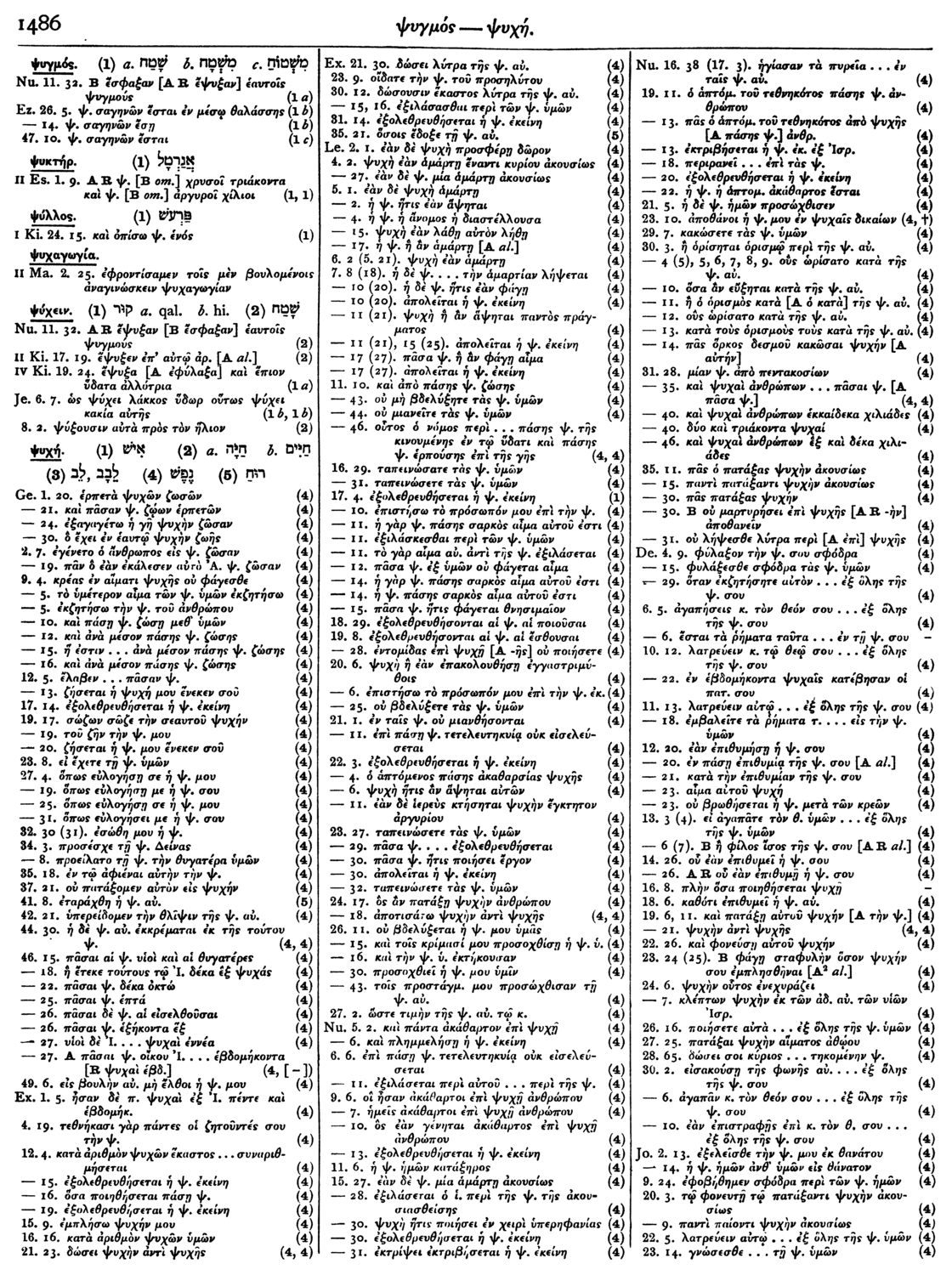
Hatch-Redpath (七十人訳聖書のコンコルダンス、1892-1897年)

コンコルダンス（concordance、コンコーダンス）は、語句集の一種である。ある書物に出てくる言葉を辞書順に配列し、その言葉が書物のどこに出現するかを、実際の文脈とともに一覧表にしたものをいう。
聖書のコンコルダンスが特に有名である。他には、ウィリアム・シェイクスピアのコンコルダンスなどがある。
コンコルダンス生成プログラムとしてKWICがよく知られる。

## 聖書のコンコルダンス
- ヤング・コンコルダンス - 欽定訳聖書に基づいた英文のコンコルダンス
- ストロング・コンコルダンス - 欽定訳聖書
- 語句大集成 - 塩井信次編
- コンコルダンス - 1953年に広田花崖編（新教出版）で文語訳聖書に基づいている。
- 聖書語句大辞典 - 教文館により出版された、原語に参照している語句辞典
- 聖書語句辞典 - 聖書図書刊行会
- 新聖書語句辞典 - 1988年にいのちのことば社より出版された、新改訳聖書に基づいているコンコルダンス。
- ハンディーコンコルダンス
- 新共同訳聖書コンコルダンス - 1997年に新教出版から出版された、新共同訳聖書に基づいたコンコルダンス。